# Línea UH (AUVASA)
La línea UH de AUVASA fue un servicio Especial de bus lanzadera con pocas paradas para unir los barrios vallisoletanos de Delicias  y Pajarillos con la zona de facultades del Campus Miguel Delibes. Prestaba servicio en las horas punta de entrada y salida de clases como refuerzo de las líneas Circulares, para evitar hacinamientos en los autobuses durante la pandemia del coronavirus en España.
Circuló desde el 19 de octubre de 2020 hasta la finalización del curso 2020-21.

## Frecuencias
| DÍA                      | LUGAR DE SALIDA   | HORARIOS DE SALIDA |
| ------------------------ | ----------------- | ------------------ |
| Lunes a viernes lectivos | HOSP. RÍO HORTEGA | 7:20, 8:20 y 15:20 |
| Lunes a viernes lectivos | CAMPUS M. DELIBES | 14:15              |
| Sábados y festivos       | SIN SERVICIO      | -                  |

## Paradas
| Hacia Campus M. Delibes                            | Correspondencia con líneas: |
| -------------------------------------------------- | --------------------------- |
| Calle Víctimas del Terrorismo Hospital Río Hortega | 6 H                         |
| Avenida Segovia 161 frente Hornija                 | 13 14                       |
| Avenida Segovia Iglesia del Carmen                 | 6 9 13 14 C1                |
| Calle Cigüeña 4 Iglesia San Isidro                 | 3 18 C1                     |
| Calle Villabáñez 19 Iglesia San Ignacio de Loyola  | 33 C1                       |
| Paseo del Cauce Industriales                       | C1                          |
| Avda. Valle Esgueva 6 Económicas                   | 8 U1 U8                     |
| Pº Belén Campus Miguel Delibes                     | 8 U1 U8                     |
| Hacia Hospital Río Hortega                         | Correspondencia con líneas: |
| Pº Belén Campus Miguel Delibes                     | 8 U1 U8                     |
| Avenida Valle Esgueva 41 frente Económicas         | 8 U1 U8                     |
| Paseo del Cauce frente Industriales                | C2                          |
| Calle Cigüeña 41 esquina Villabáñez                | 3 C2                        |
| Calle Cigüeña 1 esquina Paseo San Isidro           | 3 18 C2                     |
| Avenida Segovia frente Iglesia del Carmen          | 6 13 14 C2                  |
| Avenida Segovia 88 esquina Hornija                 | 13 14                       |
| Calle Víctimas del Terrorismo Hospital Río Hortega | 6 H                         |